# 이반 데스니

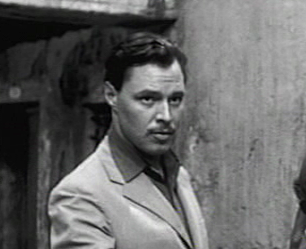

이반 데스니(Иван Николаевич Десницкий, 1922년 12월 28일~2002년 4월 13일)는 스위스의 영화배우이다.
베이징시에서 태어났으며 아스코나에서 사망하였다. 사인은 폐렴이다. 티치노주에 매장되었다.

## 영화
- 도둑들 (1996년)
- 킬러스 보이스 (1996년)
- 난 키스하지 않는다 (1991년)
- 미스터 발렌베르크 (1990년)
- 퀵커 댄 더 아이 (1989년)
- 슈퍼 트릭 (1989년)
- 실비 (1985년)
- 말루 (1981년)
- 로라 (1981년)
- 베를린 알렉산더 광장 (1980년)
- 마리아 브라운의 결혼 (1979년)
- 페이퍼 타이거 (1975년)
- 빗나간 동작 (1974년)
- 잃어버린 사이보그 인간 (1974년)
- 선 위의 세상 (1973년)
- 제라드의 모험 (1970년)
- 황야의 산 세바스찬 (1968년)
- 비우 (1968년)
- 하늘의 기사들 (1967년)
- 타이가의 탈출 (1967년)
- 본 보이즈! (1962년)
- 송 위다웃 엔드 (1960년)
- 여자의 일생 (1958년)
- OSS 117은 죽지 않았다 (1956년)
- 아나스타샤 (1956년)
- 롤라 몽테스 (1955년)
- 디즈니랜드 (1954년) - 카운트 로베르토 역
- 노 웨이 백 (1953년)
- 또다른 삶 (1953년)
- 동백꽃 없는 숙녀 (1950년)
- 매들린 (1950년)
- 꽃다운 나이 (1947년)